# غيثة الخياط
غيثة الخياط هي أديبة وشاعرة وصحافية وفنانة تشكيلية وطبيبة أطفال واختصاصية طب نفسي وباحثة اجتماعية وناشطة حقوقية مغربية من مواليد سنة 1944 بمدينة الرباط.

## مسيرتها
ولدتْ بالرباط من أبوين من أصول أندلسية، ترعرعت في العاصمة التي غادرتها نهائيا من أجل الالتحاق بمدرسة داخلية. فقدت والدها في وقت مبكر. اشتغلت في الإذاعة والتلفزة و التصوير الفوتوغرافي والرسم وأحبتْ السينما والموسيقى.
أثناء وجودها في باريس، درست الطب النفسي تحت إشراف جورج ديفرو (George Devereux)، كما درست اللغة العربية الفصحى في معهد اللغات والحضارات الشرقية بباريس.
معروف عنها دفاعها عن حرية المرأة والحقوق الاجتماعية.
وهي مؤلفة لأكثر من 350 مقالة و 30 كتابًا.
وهي أستاذة علم أنثروبولوجيا المعرفة بكلية الآداب والفلسفة في جامعة كييتي بإيطاليا.

## جوائز وتشريفات
سبق ترشيحها لجائزة نوبل للسلام من طرف المترجمين العالميين في سبيل السلام للطب النفسي. وفي مجال السينما، سبق أن ترأست الدورة الثالثة للمهرجان الوطني للفيلم بمكناس سنة 1991، وتم اختيارها في مجلس إدارة مؤسسة المهرجان الدولي للفيلم بمراكش سنة 2002.
سنة 2007، اختارت لجنة تحكيم جائزة كوستا دامالفي شانتكلير الدولية غيثة الخياط، ضمن مجموعة من الشخصيات، لمنحها الجائزة. وهي جائزة تقديرية عالية تمنح برعاية من الأمم المتحدة ورئاسة الجمهورية والحكومة الإيطاليتين ووزارة الخارجية. وجاء الاختيار تكريما لغيثة الخياط على جهودها وكتاباتها الرامية إلى النهوض بوضعية المرأة في العالم العربي الإسلامي، والمناهضة لكل أشكال التطرف والعنف.

## مؤلفاتها
- العالم العربي بالمؤنث 1988
- الحدائق السبع 1995
- نساء المغرب العربي 2001
- النساء العربيات 2004
- أثرياء ماربييا العرب 2004
- الدارالبيضاء مدينتي 2006
- المرأة الفنانة بالعالم العربي 2011
- مغرب التقاليد والعادات 2021